# Nils Lindberg
Nils Lindberg (Uppsala, 11 juni 1933 – 20 februari 2022) was een Zweedse componist en pianist.

## Biografie
Lindberg komt uit een familie van muzikanten uit Gagnef in de provincie Dalarna, waar hij ook woont. Hij studeerde klassieke compositie aan het Koninklijk conservatorium in Stockholm bij Lars-Erik Larsson en Karl-Birger Blomdahl.
Lindberg is bekend als jazzcomponist en -muzikant, maar hij is ook actief in andere stijlen. Verschillende van zijn werken zijn geschreven in een stijl die elementen van jazz, Zweedse volksmuziek en klassieke muziek combineert.
Hij werd bekroond met de Jussi Björlingbeurs in 1990 en de medaille Litteris et Artibus in 2006.

## Discografie
- Sax Appeal (1960)
- Trisection (1963)
- Contradictions (club jazz 1) (1970)
- 7 dalmålningar (1973)
- Reflections (1975)
- Saxes galore (1979)
- Brass galore (1981)
- Big band galore (1984)
- O Mistress mine (1990)
- Melody in blue (1993)
- Requiem (1994)
- Alone with my melodies (1995)
- A Church Blues For Alice (1998)
- Third saxes galore (2000)
- The sky, the flower and a lark (2001)
- Swedish Folk Tunes from Dalecarlia - Andrew Canning, kerkorgel, Uppsala Cathedral Choir, Milke Falck Proprius, PRSACD 2032 (2004)
- Timeless - Dalecarlian Paintings - Jan Allan, trompet, Putte Wickman, klarinet, Arne Domnérus, altsaxofoon, Bjarne Nerem, tenorsaxofoon, Anders Lindskog, tenorsaxofoon, Erik Nilsson, baritonsaxofoon, Torgny Nilsson, trombone, Jan Allan, trompet, althoorn, Nils Lindberg, piano, orgel, dirigent, Björn Alke, contrabas, Sture Nordin, contrabas, Roman Dylag, contrabas, Fredrik Norén, drum, Nils-Erik Slörner, drum, The Fresk Quartet, Sockentrio from Rattvik, Swedish Radio Orchestra Prophone, PCD 081 (2005)
- As We Are - Nils Lindberg, piano, Margareta Bengtson, zang, Jan Allan, trompet, Anders Paulsson, sopraansaxofoon, Saxes Galore (Alle muziek door Nils Lindberg, behalve delen 9 en 10) Prophone, PCD 094 (2008)
- Speglingar - Mytologiska bilder Anders Paulson, sopraansaxofoon, Dalasinfoniettan, Bjarne Engeset Swedish Society Discofil, SCD 1140 (2008)